# يو إف سي 267
يو إف سي 267: بلاهوفيتش ضد تيكسيرا (بالإنجليزية: UFC 267: Błachowicz vs. Teixeira)‏ هو حدث لفنون القتال المختلطة نظّمته يو إف سي، وأُقيم في 30 أكتوبر 2021 في اتحاد أرينا في أبو ظبي، الإمارات العربية المتحدة.

## الخلفية
سيتم عرض هذا الحدث على أنه حدث غير مُرقّم بنظام دفع مقابل المشاهدة في الولايات المتحدة لأول مرة منذ يو أف سي 138 في عام 2011.
كان من المقرر أن تقام مباراة بطولة يو أف سي للوزن الثقيل بين البطل الحالي يان بلاهوفيتش والمنافس على اللقب السابق غلوفر تيكسيرا في يو أف سي 266. ومع ذلك، تم تأجيل النزال في أواخر يونيو ومن المتوقع أن تتصدر هذا الحدث. من المتوقع أن يكون جيري بروتشازكا كبديل لهذا النزال.
كان من المتوقع إجراء مباراة العودة في بطولة يو أف سي لوزن الديك بين البطل الحالي ألجامين ستيرلينغ والبطل السابق بيتر يان في هذا الحدث. التقى الثنائي سابقًا في وقت سابق من هذا العام في يو أف سي 259 حيث فاز ستيرلينغ بالقتال (واللقب) عن طريق الاستبعاد (ضرب بالركبة متعمد وغير قانوني) في الجولة الرابعة، ليصبح أول مقاتل يفوز بلقب يو أف سي عن طريق الاستبعاد. ومع ذلك، في 25 سبتمبر، انسحب ستيرلينغ من القتال بسبب مشاكل في الرقبة. واخد كوري ساندهاغن مكان ستيرلينغ من ومن المتوقع أن تحدد المباراة بطلاً مؤقتًا.
تم سابقًا جدولة النزال وإلغاءه مرتين. أولاً في أكتوبر 2020 في يو أف سي 254 ثم بعد أسبوعين في يو أف سي ليلة القتال: فيلدر مقابل دوس أنغوس.
كان من المتوقع أيضًا إجراء مباراة في الوزن الخفيف بين بطل يو أف سي للوزن الخفيف السابق رافاييل دوس أنغوس وإسلام ماخاشيف في هذا الحدث. تم سابقًا جدولة الاقتران وإلغاءه مرتين. أولاً في أكتوبر 2020 في يو أف سي 254 ثم بعد أسبوعين في يو أف سي ليلة القتال: فيلدر مقابل دوس أنغوس. ومع ذلك، اضطر دوس أنغوس مرة أخرى إلى الانسحاب من المباراة بسبب الإصابة. حل محله دان هوكر.
أقيمت مباراة وزن الريشة بين زبيرى توخوجوف وريكاردو راموس في هذا الحدث. كان من المقرر مسبقًا أن تقام المباراة في حدث ليلة القتال في يو أف سي: إدواردز ضد محمد، لكن توكوجوف انسحب لأسباب غير معلنة.

## بطاقة القتال
1. ↑  على بطولة يو أف سي للوزن الثقيل الخفيف.
2. ↑  على بطولة يو أف سي لوزن الديك.
3. ↑  تم خصم زاليسكي دوس سانتوس نقطة واحدة في الجولة الثالثة بسبب ضربة تحت الحزام.

## جوائز المكافأة
حصل المقاتلون التالية أسماؤهم على مكافآت قدرها 50 ألف دولار.
- قتال الليلة: بيتر يان ضد كوري ساندهاغن
- أداء الليلة: غلوفر تيكسيرا وحمزة شيماييف